# Malovice (Miličín)
Malovice je malá vesnice, část města Miličín v okrese Benešov. Nachází se 4 km na východ od Miličína. V roce 2009 zde bylo evidováno 26 adres.
Malovice leží v katastrálním území Malovice u Miličína o rozloze 1,04 km².

## Historie
První písemná zmínka o vesnici pochází z roku 1543.
V letech 1850–1950 k vesnici patřil Barčov.

## Další fotografie

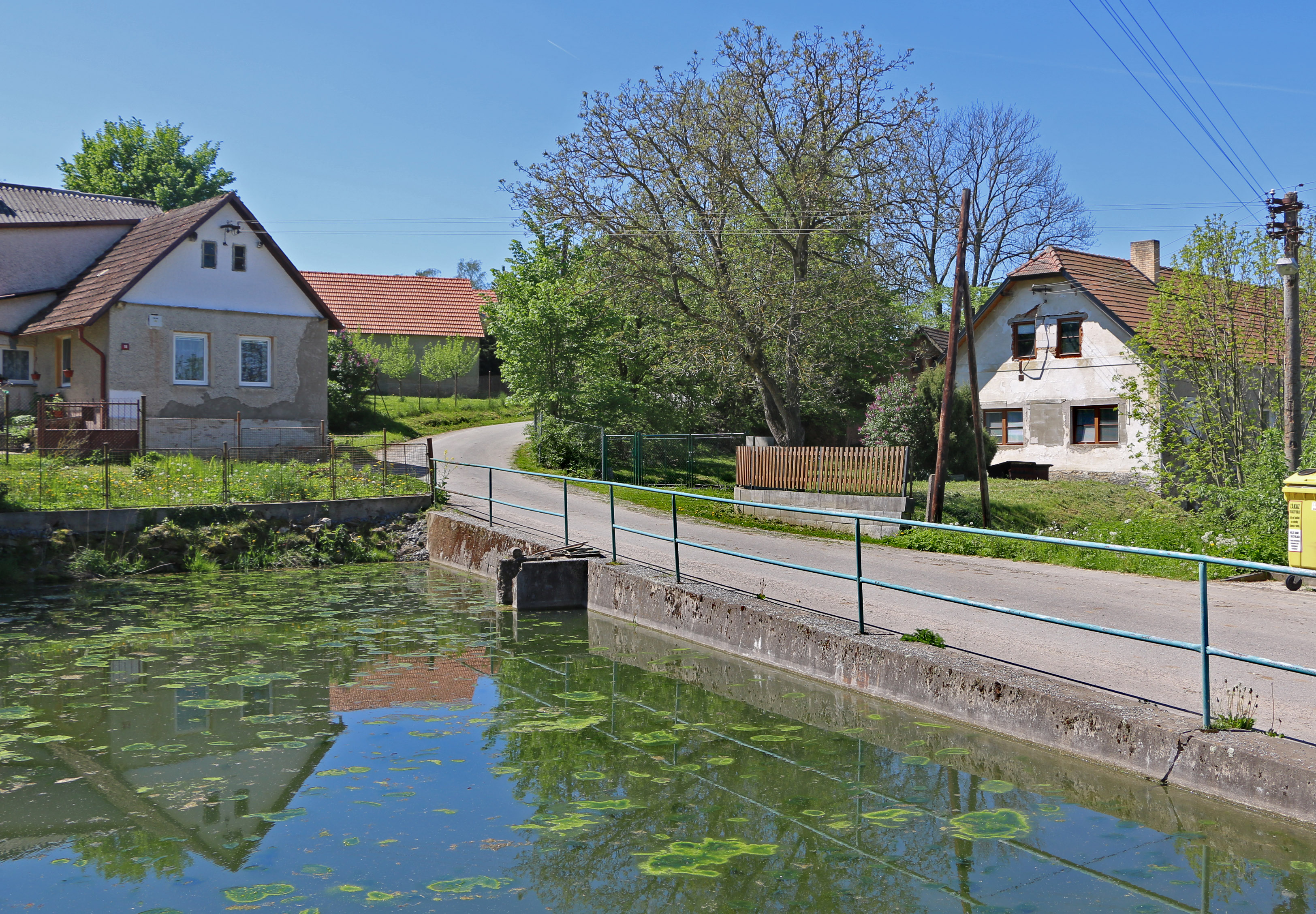
Rybník na návsi
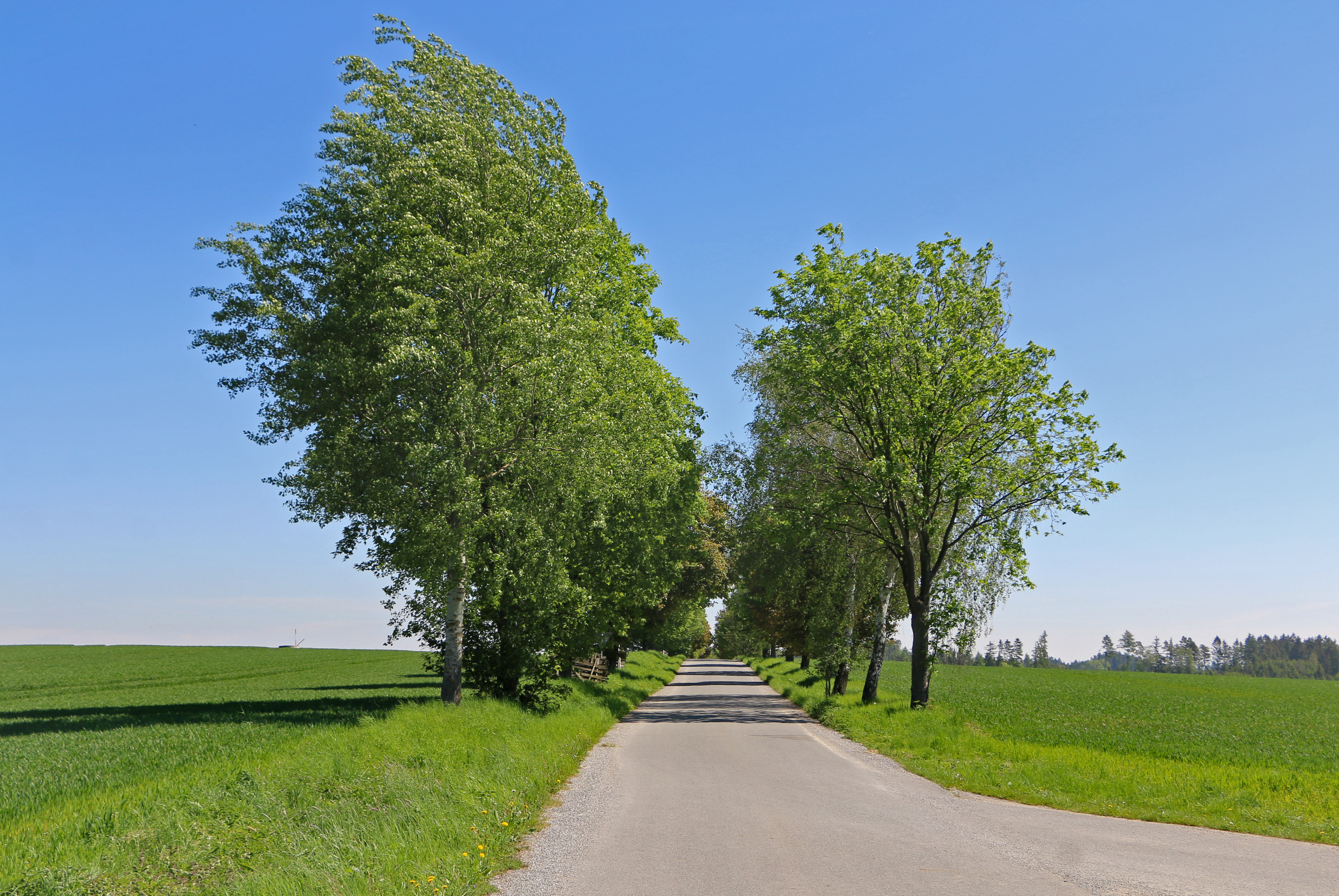
Březová alej cestou k vesnici
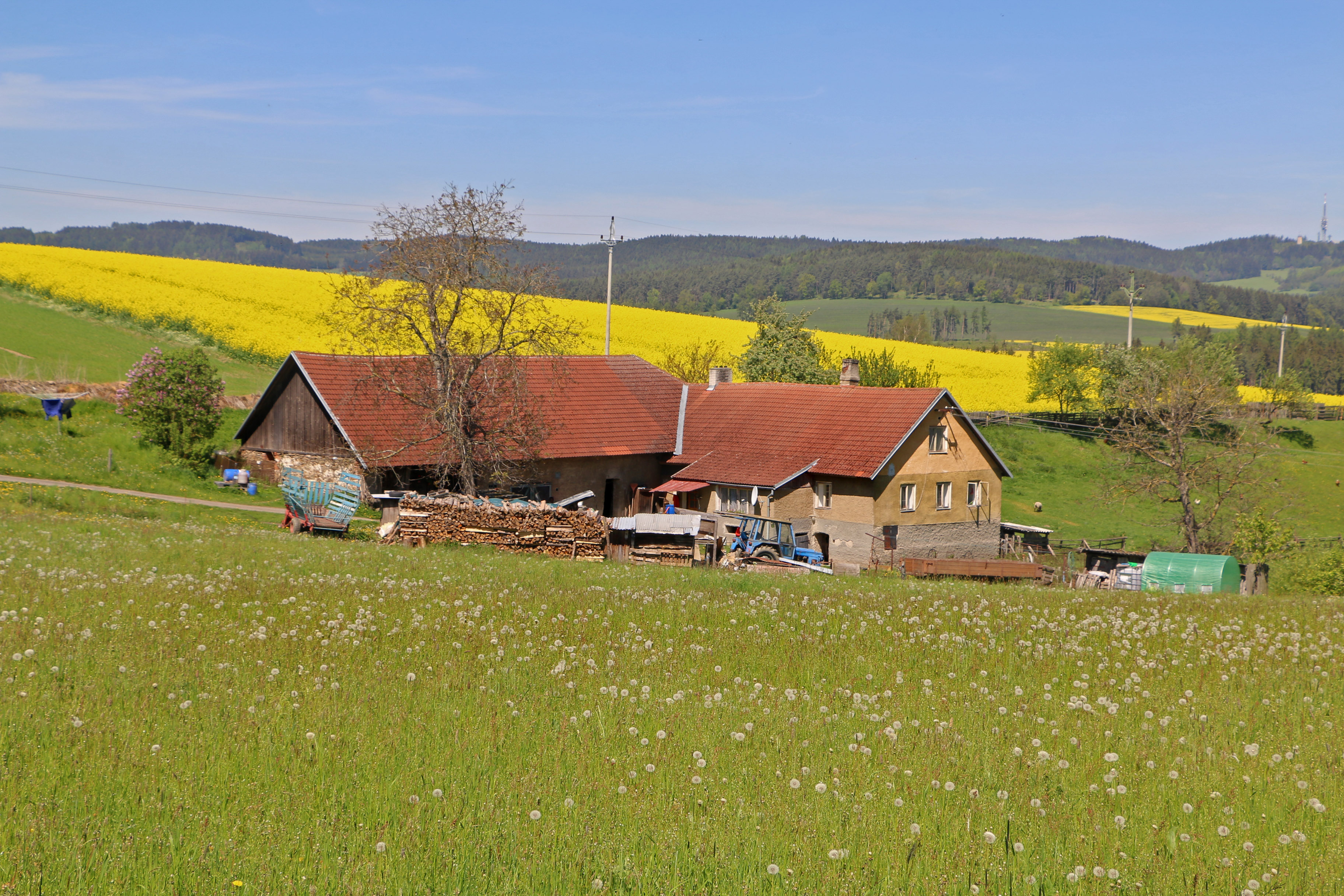
Osamělý statek